# Ellie van den Brom
Ellie van den Brom (Amsterdam, 18 juni 1949) is een  voormalig Nederlands langebaanschaatsster.

## Historie
Ellie van den Brom nam diverse malen deel aan Europese- en Wereldkampioenschappen en was deelnemer bij zowel de Olympische Winterspelen van 1968 in Grenoble als die van 1972 in Sapporo. Ook was ze van februari 1969 tot januari 1970 houdster van het wereldrecord op de 1000 meter. Ze nam dit record over van Stien Baas-Kaiser.

## Persoonlijke records
| Afstand    | Tijd    | Datum           | Baan       |
| ---------- | ------- | --------------- | ---------- |
| 500 meter  | 44,35   | 4 maart 1972    | Heerenveen |
| 1000 meter | 1.30,0  | 9 februari 1969 | Davos      |
| 1500 meter | 2.18,39 | 15 januari 1972 | Inzell     |
| 3000 meter | 4.58,05 | 16 januari 1972 | Inzell     |

## Resultaten
| Jaar | NK Junioren B | NK Junioren A | NK Allround | EK Allround | WK Allround | WK Sprint | Olympische Spelen          |
| ---- | ------------- | ------------- | ----------- | ----------- | ----------- | --------- | -------------------------- |
| 1965 | 4e            |               |             |             |             |           |                            |
| 1966 |               |               | 14e         |             |             |           |                            |
| 1967 |               | Goud          | 6e          |             |             |           |                            |
| 1968 |               |               | 5e          |             | 10e         |           | 5e 500m 13e 1000m          |
| 1969 |               |               | Brons       |             | 16e         |           |                            |
| 1970 |               |               | Brons       | 6e          | 8e          | 5e        |                            |
| 1971 |               |               | 9e          |             |             |           |                            |
| 1972 |               |               | 5e          | 5e          | 9e          | 9e        | 10e 500m 7e 1000m 4e 1500m |
| 1973 |               |               | 5e          | 7e          | 8e          | 8e        |                            |

## Wereldrecords
| Nr. | Afstand    | Tijd   | Datum           | Baan  |
| --- | ---------- | ------ | --------------- | ----- |
| 1   | 1000 meter | 1.30,0 | 9 februari 1969 | Davos |

## Nederlandse records
| Nr. | Afstand    | Tijd   | Datum           | Baan       |
| --- | ---------- | ------ | --------------- | ---------- |
| 1   | 1000 meter | 1.34,9 | 12 januari 1969 | Heerenveen |
| 2   | 500 meter  | 46,3   | 16 januari 1969 | Hamar      |
| 3   | 1000 meter | 1.31,9 | 2 februari 1969 | Grenoble   |
| 4   | 500 meter  | 45,4   | 4 februari 1969 | Davos      |
| 5   | 1000 meter | 1.30,0 | 9 februari 1969 | Davos      |
| 6   | 500 meter  | 45,3   | 24 januari 1970 | Davos      |